# Georges Simenon
Georges Joseph Christian Simenon (sinh ngày 13 tháng 2 năm 1903, mất ngày 4 tháng 9 năm 1989) là tiểu thuyết gia Pháp ngữ người Bỉ. Ông nổi tiếng là một tiểu thuyết gia trinh thám thành công, đặc biệt với serie về thanh tra Jules Maigret. Sự nghiệp đồ sộ của ông bao gồm 183 tiểu thuyết, 158 truyện ngắn, nhiều hồi ký cùng các bài viết và tác phẩm khác, bên cạnh 172 tiểu thuyết, hàng chục truyện ngắn và cổ tích mà ông ký tên với 27 bút danh khác. Ông chính là nhà văn Bỉ được đọc nhiều nhất trên thế giới, với hơn 550 triệu bản in được thống kê.
Theo thống kê Index Translationum của UNESCO năm 1963, Georges Simenon là nhà văn bán chạy thứ 13 của mọi thời đại, là nhà văn Pháp ngữ bán chạy thứ 3 mọi thời đại chỉ sau Jules Verne và Alexandre Dumas, và là nhà văn Bỉ được chuyển ngữ nhiều nhất lịch sử (hơn 3.500 bản dịch trong 47 ngôn ngữ khác).
André Gide, André Thérive và Robert Brasillach là 3 nhà phê bình đầu tiên công nhận tài năng của Simenon. Ấn tượng bởi khả năng sáng tác của Simenon ngay từ những tác phẩm trinh thám đầu tiên, Gide đã chủ động trò chuyện và trao đổi qua thư từ vào năm 1941 về kỹ năng sáng tác và viết: "Simenon là một tiểu thuyết gia thiên tài, và là tiểu thuyết gia xác tin nhất của nền văn học ngày nay."

## Bút danh khác
- Aramis
- Bobette
- Christian Brulls
- Georges Caraman
- J.-K. Charles
- Germain d'Antibes
- Jacques Dersonne
- Georges d'Isly
- La Déshabilleuse
- Luc Dorsan
- Jean Dorsage, Jean Dossage
- Jean du Perry
- Gemis
- Gom Gut
- Kim
- Georges-Martin Georges, Georges Martin-Georges, Georges-Martin-Georges, George Martin-George[5]
- Miquette
- Misti
- Pan
- Maurice Pertuis
- Plick et Plock
- Poum et Zette
- Sandor, Jean Sandor
- G. Sim, Georges Sim, Georges Simm
- Le Vieux Suiveur
- Gaston Vialis, Gaston Viallis, G. Vialio
- G. Violis
- G. Legros Jaques

## Tác phẩm chính

### Serie Thanh tra Maigret
- Pietr-le-Letton (Hành khách bí ẩn, 1931)
- Le Charretier de la Providence (Người đánh xe của Thượng đế, 1931)
- Monsieur Gallet, décédé (1931)
- Le Pendu de Saint-Pholien (1931)
- La Tête d'un homme (Cái đầu một người đàn ông, 1931)
- Le Chien jaune (Con chó vàng, 1931)
- La Nuit du carrefour (Đêm ở ngã tư, 1931)
- Un crime en Hollande (1931)
- Au rendez-vous des Terre-Neuvas (1931)
- La Danseuse du Gai-Moulin (1931)
- La Guinguette à deux sous (1931)
- Le Port des brumes (1932)
- L'Ombre chinoise (1932)
- L'Affaire Saint-Fiacre (Vụ việc Saint-Fiacre, 1932)
- Chez les Flamands (1932)
- Le Fou de Bergerac (1932)
- Liberty Bar (1932]])
- L'Écluse numéro 1 (1933)
- Maigret (1934)
- Les Nouvelles Enquêtes de Maigret (Những cuộc điều tra mới của Maigret, 1936-1944), tập 17 truyện ngắn
- Les Caves du Majestic (1939)
- La Maison du juge (1940)
- Cécile est morte (1940)
- Signé Picpus (1941)
- Félicie est là (1942)
- Menaces de mort (1942), truyện ngắn
- L'Inspecteur Cadavre (1943)
- Maigret et l'Inspecteur malgracieux (1946 - 1947), tập 4 truyện
- La Pipe de Maigret (1947)
- Maigret se fâche (1947)
- Maigret à New York (1947)
- Les Vacances de Maigret (1948)
- Maigret et son mort (1948)
- La Première Enquête de Maigret, 1913 (1949)
- Mon ami Maigret (1949)
- Maigret chez le coroner (1949)
- Maigret et la Vieille Dame (1950)
- L'Amie de madame Maigret (1950)
- Les Petits Cochons sans queue (1950), tập 2 truyện
- Les Mémoires de Maigret (Hồi ức của Maigret, 1951)
- Un Noël de Maigret (1950), tập 3 truyện
- Maigret au « Picratt's » (1951)
- Maigret en meublé (1951)
- Maigret et la Grande Perche (1951)
- Maigret, Lognon et les Gangsters (1952)
- Le Revolver de Maigret (1952)
- Maigret et l'Homme du banc (1953)
- Maigret a peur (1953)
- Maigret se trompe (1953)
- Maigret à l'école (1954)
- Maigret et la Jeune Morte (1954)
- Maigret chez le ministre (1954)
- Maigret et le Corps sans tête (1955)
- Maigret tend un piège (1955)
- Un échec de Maigret (1956)
- Maigret s'amuse (1957)
- Maigret voyage (1957)
- Les Scrupules de Maigret (1958)
- Maigret et les Témoins récalcitrants (1959)
- Une confidence de Maigret (1959)
- Maigret aux assises (1960)
- Maigret et les Vieillards (1960)
- Maigret et le Voleur paresseux (1961)
- Maigret et les Braves Gens (1962)
- Maigret et le Client du samedi (1962)
- Maigret et le Clochard (1963)
- La Colère de Maigret (1963)
- Maigret et le Fantôme (1964)
- Maigret se défend (1964)
- La Patience de Maigret (1965)
- Maigret et l'Affaire Nahour (1966)
- Le Voleur de Maigret (Tên trộm của cảnh sát trưởng Maigret, 1967)
- Maigret à Vichy (1968])
- Maigret hésite (1968)
- L'Ami d'enfance de Maigret (1968)
- Maigret et le Tueur (1969)
- Maigret et le Marchand de vin (1970)
- La Folle de Maigret (1970)
- Maigret et l'Homme tout seul (1971)
- Maigret et l'Indicateur (1971)
- Maigret et Monsieur Charles (Maigret và ông Charles, 1972)

### Tiểu thuyết khác
Danh sách một số tác phẩm của Georges Simenon được phân loại "tiểu thuyết đặc dụng":
- Le Relais d'Alsace (1931)
- Le Passager du Polarlys (1932)
- L'Âne rouge (1932)
- Les Fiançailles de M. Hire (1933)
- Le Coup de lune (1933)
- La Maison du canal (1933)
- Les Gens d'en face (1933)
- Le Haut Mal (1933)
- L'Homme de Londres (1933)
- Le Locataire (Người thuê nhà, 1934)
- Les Suicidés (1934)
- Les Pitard (1935)
- Les Clients d'Avrenos (1935)
- Quartier nègre (1935)
- 45° à l'ombre (1936)
- Les Demoiselles de Concarneau (1936)
- Long Cours (1936)
- L'Évadé (1936)
- L'Assassin (1937)
- Le Testament Donadieu (1937)
- Le Blanc à lunettes (1937)
- Monsieur La Souris (1937)
- Faubourg (1937)
- Ceux de la soif (1938)
- Chemin sans issue (1938)
- La Marie du port (1938)
- Les Sœurs Lacroix (1938)
- Les Trois Crimes de mes amis (1938)
- Les Rescapés du "Télémaque" (1938)
- Le Suspect (1938)
- Touriste de bananes (29 tháng 7 năm 1938)
- L'Homme qui regardait passer les trains (1938)
- Le Cheval-Blanc (1938)
- Le Bourgmestre de Furnes (1939)
- Le Coup-de-Vague (1939)
- Chez Krull (1939)
- Malempin (1940)
- Les Inconnus dans la maison (1940)
- Le Voyageur de la Toussaint (1941)
- Cour d'assises (Góa phụ Couderc, 1941)
- Bergelon (tháng 4 năm 1941)
- L'Outlaw (25 tháng 5 năm 1941)
- Il pleut bergère... (1941)
- La Maison des sept jeunes filles (1941)
- La Vérité sur Bébé Donge (1942)
- Oncle Charles s'est enfermé (1942)
- La Veuve Couderc (1942)
- Le Fils Cardinaud (1942)
- Le Rapport du gendarme (1944)
- Les Noces de Poitiers (1945)
- La Fenêtre des Rouet (1945)
- La Fuite de Monsieur Monde (1945)
- L'Aîné des Ferchaux (1945)
- Trois chambres à Manhattan (1946)
- Le Cercle des Mahé (1946)
- Le Destin des Malou (1947)
- Au bout du rouleau (1947)
- Le Passager clandestin (1947)
- Lettre à mon juge (1947)
- Le Clan des Ostendais (1947)
- La Jument perdue (1948)
- Le Bilan Malétras (1948)
- La neige était sale (1948)
- Pedigree (Gia phả, 1948)
- Les Fantômes du chapelier (1949)
- Le Fond de la bouteille (1949)
- Les Quatre Jours du pauvre homme (1949)
- Un nouveau dans la ville (1950)
- L'Enterrement de Monsieur Bouvet (1950)
- Les Volets verts (1950)
- Le Temps d'Anaïs (1951)
- Tante Jeanne (1951)
- Une vie comme neuve (1951)
- La Mort de Belle (1952)
- Les Frères Rico (1952)
- Marie qui louche (1952)
- Antoine et Julie (1953)
- Feux rouges (1953)
- L'Escalier de fer (1953)
- Crime impuni (1954)
- L'Horloger d'Everton (1954)
- Le Grand Bob (1954)
- Les Témoins (1955)
- La Boule noire (1955)
- Les Complices (1956)
- En cas de malheur (Trong trường hợp bất hạnh, 1956)
- Le Petit Homme d'Arkhangelsk (1956)
- Le Fils (1957)
- Le Nègre (1957)
- Strip-tease (1958)
- Le Président (1958)
- Le Passage de la ligne (1958)
- Dimanche (1959)
- La Vieille (1959)
- Le Veuf (1959)
- L'Ours en peluche (1960)
- Betty (1961)
- Le Train (Chuyến tàu định mệnh, 1961)
- Les Autres (1962)
- La Porte (1962)
- Les Anneaux de Bicêtre (1963)
- L'Homme au petit chien (1964)
- La Chambre Bleue (1964)
- Le Petit Saint (1965)
- Le Train de Venise (1965)
- La Mort d'Auguste (1966)
- Le Confessionnal (1966)
- Le Chat (1967)
- Le Déménagement (1967)
- La Prison (1968)
- La Main (1968)
- Il y a encore des noisetiers (1969)
- Novembre (1969)
- Le Riche Homme (1970)
- La Cage de verre (1971)
- La Disparition d'Odile (1971)
- Les Innocents (1972)

### Tiểu sử
- Centre d'études Georges Simenon: Simenon, l'homme, l'univers, la création éd. Complexe, Bruxelles, 1993 (réédition novembre 2002)
- Paris chez Simenon, éd. Encrage, collection travaux Bản mẫu:Numéro
- Collectif, Georges Simenon, de la Vendée aux quatre coins du monde, Somogy éditions d'art, 2011, catalogue de l'exposition à l'Historial de la Vendée
- Pierre Assouline: Autodictionnaire Simenon, Éditions Omnibus, Paris, 2009 et LGF, 2011
- Pierre Assouline: Simenon Éditions Julliard, Paris, 1992
- Danielle Bajomée: Simenon, une légende du XX, Bruxelles, La Renaissance du livre, 2003
- Alain Bertrand: Georges Simenon, La Manufacture, 1998
- Jean-Christophe Camus, Simenon avant Simenon. Les Années de journalisme (1919-1922), Bruxelles, Didier-Hatier, 1989
- Jean-Christophe Camus, Les Années parisiennes (1923-1931). Simenon avant Simenon, Bruxelles, Didier Hatier, 1990
- Michel Carly: Simenon et les secrets de La Rochelle, préface de Denys de La Patellière, Éditions Omnibus, 144 pages (épuisé)
- Michel Carly: Simenon, les années secrètes (Vendée 1940-1945), éd. d'Orbestier, 2005 - 180 pages. (épuisé)
- Patrick Chastenet et Philippe Chastenet: Simenon, album de famille « Les années Tigy », éd. Presses de la Cité, Paris, 125 pages. (épuisé)
- Laurent Demoulin (dir.): Cahier de L'Herne Simenon, L'Herne, 2013
- Stanley Eskin, Simenon, une biographie, Presses de la Cité, 1990. (épuisé) ISBN 2-258-03175-3 Bản mẫu:Commentaire
- Claude Gauteur:  D'après Simenon. Simenon et le cinéma, Éditions Omnibus, Paris, 2001, 250 pages. (épuisé)
- Claudine Gothot-Mersch: Lire Simenon: réalité, fiction, écriture, éd. Nathan/Labor, Bruxelles, 1980
- Jean Jour: Simenon, coll. « Qui suis-je ? », Pardès, 2005 ISBN 978-2-86714-367-0
- Michel Lemoine: L'Autre Univers de Simenon éd. CLPCF, Liège, 1991
- . OCLC 837515444. {{Chú thích sách}}: |title= trống hay bị thiếu (trợ giúp); templatestyles stripmarker trong |champ libre= tại ký tự số 11 (trợ giúp); templatestyles stripmarker trong |éditeur= tại ký tự số 62 (trợ giúp); Đã bỏ qua tham số không rõ |langue= (gợi ý |language=) (trợ giúp); Đã bỏ qua tham số không rõ |nom1= (gợi ý |last1=) (trợ giúp); Đã bỏ qua tham số không rõ |nom2= (gợi ý |last2=) (trợ giúp); Đã bỏ qua tham số không rõ |numéro d'édition= (trợ giúp); Đã bỏ qua tham số không rõ |prénom1= (gợi ý |first1=) (trợ giúp); Đã bỏ qua tham số không rõ |prénom2= (trợ giúp); Đã bỏ qua tham số không rõ |responsabilité2= (trợ giúp); Đã bỏ qua tham số không rõ |sous-titre= (trợ giúp).
- Patrick Marnham: Simenon - L'Homme qui n'était pas Maigret éd. Presses de la Cité, Paris, 2003 (avec 2 livrets de photos) (épuisé)
- Claude Menguy: De Georges Sim à Simenon, Bibliographie, Éditions Omnibus, Paris, 2004
- Anne Richter: Simenon sous le masque, préface d'Eric-Emmanuel Schmitt, éd. Racine, 2007
- Maurizio Testa: Maigret et l'affaire Simenon, éd. Via Valeriano, Marseille, 2000
- Denis Tillinac: Le Mystère Simenon
- Serge Toubiana et Michel Schepens: Simenon au cinéma, Les éditions Textuel, 2002